# Hannah Monyer
Hannah Monyer (* 3. Oktober 1957 in Laslea, Rumänien) ist eine deutsche Medizinerin und ärztliche Direktorin an der Universität Heidelberg. 2004 erhielt sie den Gottfried-Wilhelm-Leibniz-Preis.

## Leben
Monyer gehört zu der deutschsprachigen Minderheit der Siebenbürger Sachsen. Nach dem Besuch einer Grund- und Musikschule (ursprünglich wollte sie Pianistin werden) sowie eines englischen Internats in Rumänien emigrierte sie 1975 aus Rumänien und ging nach Heidelberg, wo sie nach einem Jahr Schulbesuch 1976 ihr Abitur ablegte. Sie studierte dann als Stipendiatin der Studienstiftung des deutschen Volkes an der Universität Heidelberg Medizin. 1982 wurde sie bei Dietrich von Engelhardt promoviert (Phänomen der Eifersucht bei Marcel Proust und in der  psychiatrischen Literatur seiner Zeit). 1983, nach ihrer Approbation, wurde sie Assistenzärztin, zuerst in Mannheim in der Kinder- und Jugendpsychiatrie, dann 1984 in Lübeck in der Neuropädiatrie.
Als Post-Doktorandin war sie ab 1986 am Stanford University Medical Center bei Barry Tharp und Dennis W. Choi in der Neurologie und 1989 bis 1994 am Zentrum für Molekulare Biologie der Universität Heidelberg bei Peter Seeburg. 1993 habilitierte sie sich dort und erhielt ihre Lehrbefugnis für Biochemie. 1994 wurde sie Stiftungsprofessorin (Hermann und Lily Schilling) und konnte so ihre eigene Forschungsgruppe aufbauen.
Seit 1999 ist Hannah Monyer ärztliche Direktorin der klinischen Neurobiologie an der Universitätsklinik Heidelberg. Außerdem ist sie Mitglied im Senat des Deutschen Zentrums für Neurodegenerative Erkrankungen (DZNE).

## Forschung
Schwerpunkte sind die Untersuchungen der molekularen Mechanismen für die Entstehung und Modulation synchroner neuronaler Netzwerkaktivitäten. Dabei beginnen zahlreiche Nervenzellen gleichzeitig zu arbeiten und lösen unter anderem kognitive Prozesse aus. Ziel ist es, neue Erkenntnisse über die Zellen und Moleküle zu finden, die bei diesen Prozessen Schlüsselrollen einnehmen. So erhofft man sich neue Einblicke von psychischen und neurologischen Krankheiten, die einen Verfall kognitiver Fähigkeiten aufweisen.
Eine besondere Rolle in der synchronen Aktivität von Neuronennetzen, die für kognitive Fähigkeiten wie Lernen und Gedächtnis relevant sind, spielen Netzwerke inhibitorischer Interneuronen mit GABA-Rezeptoren. Monyer konnte zeigen, dass diese neben chemischen Synapsen auch über Gap Junctions elektrisch miteinander verschaltet sind und dass dies wichtig für die synchrone Oszillation der Nervenschaltkreise ist, die kognitiven Funktionen zugrunde liegen. Sie untersucht Mäuse mit genetisch veränderten GABA-Interneuronen (zum Beispiel in Hinblick auf ihre Gap Junctions) und die Auswirkungen, die diese Veränderungen auf Zell- und Netzwerkebene und im Verhalten der Mäuse haben. Es stellte sich heraus, dass es viele verschiedene Arten von GABA-Interneuronen-Netzwerke gibt, die man versucht mit Fluoreszenzmarkern zu unterscheiden. Weiter ergab sich, dass Netzwerke von GABA-Interneuronen auch nach der Geburt und bei Erwachsenen neu gebildet werden.
In den 1990er Jahren war sie an der Entdeckung der unterschiedlichen molekularen Zusammensetzung von NMDA-Rezeptoren (die für die synaptische Plastizität des Gehirns eine Rolle spielen) und deren unterschiedliche Verteilung und Funktion im Gehirn beteiligt. Mit Seeburg untersuchte sie auch unterschiedliche Formen von AMPA-Rezeptoren, die ebenfalls wichtig für die synaptische Plastizität sind.

## Auszeichnungen und Mitgliedschaften
- 1993: The Drs. C. and F. Demuth Swiss Medical Research Foundation Annual Award
- 1999: Bundesverdienstkreuz am Bande
- 2004: Gottfried-Wilhelm-Leibniz-Preis
- 2005: Gay-Lussac-Humboldt-Preis
- 2005: Mitglied der Leopoldina[3]
- 2006: Philip Morris Forschungspreis
- 2007: Ordentliches Mitglied der Heidelberger Akademie der Wissenschaften[4]
- 2010 erhielt sie einen Advanced Grant des European Research Council.
- 2014: Wahl zum Mitglied der EMBO[5]
- 2016: Ordentliches Mitglied der Academia Europaea[6]
- 2017: Tsungming-Tu-Preis[7]
- 2020: Lautenschläger-Forschungspreis
- 2025: Benennung eines Asteroiden nach ihr: (20069) Monyer

## Schriften
- mit M. Gessmann: Das geniale Gedächtnis, Knaus, 2015
- mit Venance, Rozov, Blatow, Bunashev, Feldmeyer: Connexin expression in electrically coupled postnatal rat brain neurons, Proc. Nat. Acad. USA, Band 97, 2000, 10260-10265
- mit E. C. Fuchs, H. Doheny, H. Faulkner, A. Caputi, R. D. Traub, A. Bibbig, N. Kopell, M. A. Whittington: Genetically altered AMPA-type glutamate receptor kinetics in interneurons disrupt long-range synchrony of gamma oscillation. Proc. Natl. Acad. Sci. USA, Band 98, 2001, S. 3571–3576
- mit S. G. Hormuzdi, I. Pais, F. E. N.  LeBeau, S. K. Towers, A. Rozov, E. H. Buhl, M. A. Whittington: Impaired Electrical Signalling Disrupts Gamma Frequency Oscillations in Connexin 36 Deficient Mice,  Neuron, Band 31, 2001, S. 487–495
- mit Meyer, Katona, Blatow, Rozov: In vivo labeling of pavalbumin-positive interneurons and analysis of electrical coupling in identified neurons, J. Neuroscience, Band 22, 2002, 7055-7064
- mit Isabel Pais, Sheriar G. Hormuzdi ,  Roger D. Traub, Ian C. Wood, Eberhard H. Buhl, Miles A. Whittington, Fiona E. N. LeBeau: Sharp Wave-Like Activity in the Hippocampus In Vitro in Mice Lacking the Gap Junction Protein Connexin 36, Journal of Neurophysiology, Band 89, 2003, S. 2046–2054, Online
- mit Bruzzone, Hormuzdi, Barb, Herb: Pannexins, a family of gap junction proteins expressed in brain, Proc. Nat. Acad. USA, Band 100, 2003, 13644-13649
- mit Blatow, Rozov, Katona, Hormuzdi, Meyer, Whittington, Caputi: A novel network of multipolar bursting interneurons generates theta oscillations in neocortex, Neuron, Band 38, 2003, 805-817
- mit G. Nase, Wolf Singer, A. K. Engel: Features of neural synchrony in mouse visual cortex, Journal of Neurophysiology, Band 90, 2003, S. 1115–1123
- mit H. Markram: Interneuron Diversity series: Molecular and genetic tools to study GABAergic interneuron diversity and function, Trends Neuroscience, Band 27, 2004, 90-97
- mit Hormuzdi, Filippov, Mitropoulou, Bruzzone: Electrical synapses: a dynamic signaling system that shapes the activity of neuronal networks, Biochimica et Biophysica Acta, Band 1662, 2004 ,113-137
- mit David M. Bannerman, Rolf Sprengel, David J. Sanderson, Stephen B. McHugh, J. Nicholas P. Rawlins, Peter H. Seeburg: Hippocampal synaptic plasticity, spatial memory and anxiety, Nature Reviews Neuroscience, Band 15, 2004, 181-192
- mit Christie, Bark, Hormuzdi, Helbig, Westbrook: Connexin36 mediates spike synchrony in olfactory bulb glomeruli, Neuron, Band 46, 2005, S. 761–772
- mit M. Blatow, A. Caputi: Molecular diversity of neocortical GABAergic interneurones. Review. J. Physiology, Band 562, 2005, S. 99–105
- mit Sarah Melzer, Magdalena Michael, Antonio Caputi, Marina Eliava, Elke Fuchs, Miles Whittington: Long-Range–Projecting GABAergic Neurons Modulate Inhibition in Hippocampus and Entorhinal Cortex, Science, Band 335, 2012, 1506-1510, Abstract
- mit A. Caputi, S. Melzer: The long and short of GABAergic neurons, Current Opinions Neurobiology, Band 23, 2013, 179-186
- Melzer, S., Monyer, H.: Diversity and function of corticopetal and corticofugal GABAergic projection neurons. Nat Rev Neurosci 21, 499–515 (2020). https://doi.org/10.1038/s41583-020-0344-9.